# Acidon hemiphaea
Acidon hemiphaea är en fjärilsart som beskrevs av George Francis Hampson. Acidon hemiphaea ingår i släktet Acidon och familjen nattflyn. Inga underarter finns listade i Catalogue of Life.